# Aegiphila falcata
Aegiphila falcata là một loài thực vật có hoa trong họ Hoa môi. Loài này được Donn.Sm. mô tả khoa học đầu tiên năm 1893.